# جام در جام اروپا ۶۴–۱۹۶۳
جام در جام اروپا ۶۴–۱۹۶۳، چهارمین دوره از مسابقات فوتبال جام برندگان جام اروپا بود. تیم‌های اسپورتینگ پرتغال و ام‌تی‌کی بوداپست، دیدار فینال را برگزار کردند. بازی نهایی به صورت تک دیدار برگزار شد. بازی نخست با نتیجه مساوی به پایان رسید (۳–۳) و براساس قوانین کار به دیدار تکراری کشیده شد. در بازی تکراری اسپورتینگ پرتغال با نتیجه ۱–۰ به پیروزی رسید و فاتح جام در جام اروپا شد.

## دور اول
| تیم ۱                            | نتیجه‌نهایی | تیم ۲              | بازی رفت | بازی برگشت |
| -------------------------------- | ---------- | ------------------ | -------- | ---------- |
| Shelbourne                       | ۱–۵        | بارسلونا           | ۰–۲      | ۱–۳        |
| هامبورگ                          | ۷–۲        | US Luxembourg      | ۴–۰      | ۳–۲        |
| المپیک لیون                      | ۶–۲        | B 1913             | ۳–۱      | ۳–۱        |
| المپیاکوس                        | 2–2۱       | Zagłębie Sosnowiec | ۲–۱      | ۰–۱        |
| ویلم دوم                         | ۲–۷        | منچستر یونایتد     | ۱–۱      | ۱–۶        |
| آتالانتا                         | 3–32       | اسپورتینگ پرتغال   | ۲–۰      | ۱–۳        |
| آپوئل                            | ۷–۰        | SK Gjøvik-Lyn      | ۶–۰      | ۱–۰        |
| بازل                             | ۱–۱۰       | سلتیک              | ۱–۵      | ۰–۵        |
| باشگاه فوتبال لاسک               | 1–13       | دینامو زاگرب       | ۱–۰      | ۰–۱        |
| Sliema Wanderers                 | ۰–۲        | Borough United     | ۰–۰      | ۰–۲        |
| باشگاه فوتبال هلسینگین پالوسئورا | ۲–۱۲       | اسلوان براتیسلاوا  | ۱–۴      | ۱–۸        |
| ام‌تی‌کی بوداپست                   | ۲–۱        | Slavia Sofia       | ۱–۰      | ۱–۱        |
| فنرباغچه                         | ۴–۲        | پترولول پلویشت     | ۴–۱      | ۰–۱        |

Bye: تاتنهام هاتسپر , تسویکاو , لینفیلد 
1 المپیاکوس با برتری ۲–۰ مقابل زاگلبی لهستان در بازی پلی‌آف به دور دوم راه یافت.
2 اسپورتینگ با برتری ۳–۱ مقابل آتلانتا (در وقت اضافه) در بازی پلی‌آف به دور دوم راه یافت.
3 دینامو زاگرب بعد از تساوی ۱–۱ در بازی پلی‌اف با لینزر اتریش و با قرعه‌کشی (پرتاب سکه) به دور دوم راه یافت.

## مرحله دوم
| تیم ۱            | نتیجه‌نهایی | تیم ۲             | بازی رفت | بازی برگشت |
| ---------------- | ---------- | ----------------- | -------- | ---------- |
| بارسلونا         | 4–41       | هامبورگ           | ۴–۴      | ۰–۰        |
| المپیک لیون      | ۵–۳        | المپیاکوس         | ۴–۱      | ۱–۲        |
| تاتنهام هاتسپر   | ۳–۴        | منچستر یونایتد    | ۲–۰      | ۱–۴        |
| اسپورتینگ پرتغال | ۱۸–۱       | آپوئل             | ۱۶–۱     | ۲–۰        |
| سلتیک            | ۴–۲        | دینامو زاگرب      | ۳–۰      | ۱–۲        |
| Borough United   | ۰–۴        | اسلوان براتیسلاوا | ۰–۱      | ۰–۳        |
| تسویکاو          | ۱–۲        | ام‌تی‌کی بوداپست    | ۱–۰      | ۰–۲        |
| فنرباغچه         | ۴–۳        | لینفیلد           | ۴–۱      | ۰–۲        |

1 هامبورگ با برتری ۳–۲ مقابل بارسلونا به مرحله بعدی راه یافت.

## یک‌چهارم نهایی
| تیم ۱          | نتیجه‌نهایی | تیم ۲             | بازی رفت | بازی برگشت |
| -------------- | ---------- | ----------------- | -------- | ---------- |
| هامبورگ        | ۱–۳        | المپیک لیون       | ۱–۱      | ۰–۲        |
| منچستر یونایتد | ۴–۶        | اسپورتینگ پرتغال  | ۴–۱      | ۰–۵        |
| سلتیک          | ۲–۰        | اسلوان براتیسلاوا | ۱–۰      | ۱–۰        |
| ام‌تی‌کی بوداپست | 3–31       | فنرباغچه          | ۲–۰      | ۱–۳        |

1 ام‌تی‌کی بوداپست با برتری ۲–۰ مقابل فنرباغچه به نیمه‌نهایی راه یافت.

## نیمه‌نهایی
| تیم ۱       | نتیجه‌نهایی | تیم ۲            | بازی رفت | بازی برگشت |
| ----------- | ---------- | ---------------- | -------- | ---------- |
| المپیک لیون | 1–11       | اسپورتینگ پرتغال | ۰–۰      | ۱–۱        |
| سلتیک       | ۳–۴        | ام‌تی‌کی بوداپست   | ۳–۰      | ۰–۴        |

1 اسپورتینگ با برتری ۱–۰ مقابل المپیک لیون به فینال راه یافت.

## فینال
| اسپورتینگ پرتغال                      | ۳–۳             | ام‌تی‌کی بوداپست             |
| ------------------------------------- | --------------- | -------------------------- |
| Mascarenhas ۴۰' · Figueiredo ۴۵'، ۸۰' | Report Report 2 | Sándor ۱۹'، ۷۵' · Kuti ۷۳' |

### بازی تکراری
| اسپورتینگ پرتغال | ۱–۰             | ام‌تی‌کی بوداپست |
| ---------------- | --------------- | -------------- |
| Morais ۲۰'       | Report Report 2 |                |